# Eperjesi Zsigmond
Eperjesi Zsigmond (? – 1793) református lelkész, az Erdélyi református egyházkerület püspöke 1782-től haláláig.

## Élete
Kolozsváron, a franekeri és az utrechti egyetemeken tanult, majd Szőkefalván, Vámosgálfalván és Felvincen volt lelkész. 1781–1793 között az erdélyi református püspöki tisztséget töltötte be. 1783-ban zsinatot hívott össze, melynek témái az igehirdetés és a gyakorlati teológiai oktatás színvonalának emelése volt. 1785-ben II. József oktatásügyi rendeletét követően Falusi iskolák megújítása jómódra hozása címmel tervezetet nyújtott be, amelynek lényege, hogy sok kis iskola helyett mintaiskolákat kellene létrehozni a nagybaconi iskola mintájára, javaslatát azonban nem vették figyelembe.

## Művei
- Epicedion in acerbo et inmaturo funere seren. ac celsissimi Arausionensium et Nassaviorum principis Gulielmi IV. foederatae Belgicae… Frisiae, 1752